# Darby Stanchfield
Darby Stanchfield (Kodiak, 29 aprile 1971) è un'attrice statunitense.

## Biografia
È nata e cresciuta a Kodiak, in Alaska, si è poi trasferita a Dutch Harbor, nelle Isole Aleutine, e infine a Mercer Island, vicino a Seattle. Ha frequentato l'University of Puget Sound laureandosi nel 1993 in comunicazione e teatro. In seguitò tornò in una scuola di recitazione, l'American Conservatory Theater a San Francisco.
È conosciuta principalmente per i suoi ruoli ricorrenti nelle serie televisive Jericho, in cui ha interpretato il ruolo di April Green, e NCIS - Unità anticrimine, dove ha interpretato il ruolo di Shannon Gibbs, moglie di Leroy Jethro Gibbs. Dal 2012 è entrata a far parte del cast principale della serie televisiva Scandal, nel ruolo di Abby Whelan. Dal 2020 interpreta Nina Locke nella serie televisiva Locke & Key.

## Filmografia parziale

### Cinema
- The Rendezvous - Profezia mortale (The Rendezvous), regia di Amin Matalqa (2016)
- Stargirl, regia di Julia Hart (2020)

### Televisione
- Un detective in corsia (Diagnosis: Murder) – serie TV, episodio 8x07 (2000)
- Angel - serie TV, episodio 2x13 (2001)
- 24 – serie TV, episodio 4x23 (2005)
- Jericho – serie TV, 16 episodi (2006)
- NCIS - Unità anticrimine (NCIS) – serie TV, 7 episodi (2006-2015)
- Bones – serie TV, episodio 2x15 (2007)
- Mad Men – serie TV, 5 episodi (2007-2008)
- Private Practice – serie TV, episodio 2x07 (2008)
- The Mentalist – serie TV, episodio 1x13 (2009)
- Ghost Whisperer - Presenze (Ghost Whisperer) – serie TV, episodio 4x17 (2009)
- CSI: NY – serie TV, episodio 6x06 (2009)
- Castle – serie TV, episodi 1x06-5x10 (2009-2013)
- How I Met Your Mother – serie TV, episodio 5x22 (2010)
- CSI: Miami – serie TV, episodio 9x11 (2011)
- Scandal – serie TV, 124 episodi (2012-2018)
- Locke & Key – serie TV, 28 episodi (2020-2022)

## Doppiatrici italiane
Nelle versioni in italiano delle opere in cui ha recitato, Darby Stanchfield è stata doppiata da:
- Giò-Giò Rapattoni in The Mentalist, Castle
- Micaela Incitti in NCIS - Unità anticrimine (ep. 6x04, 7x24)
- Ludovica Bebi in NCIS - Unità anticrimine (ep. 18x02)
- Barbara De Bortoli in Private Practice
- Patrizia Mottola in Nip/Tuck
- Irene Di Valmo in Jericho
- Alessandra Grado in Mad Men
- Domitilla D'Amico in Ghost Whisperer - Presenze
- Serena Verdirosi in CSI: NY
- Marisa Della Pasqua in How I Met Your Mother
- Emilia Costa in CSI: Miami
- Anna Lana in Scandal
- Angela Brusa in Locke & Key (st. 1)
- Daniela Calò in Locke & Key (st. 2-3)
- Claudia Catani in Stargirl
- Francesca Manicone in Angel